# 舊左派
舊左派（英語：Old Left）是指1930年代的列寧主義者、托洛斯基主義者和史達林主義者，以便與1960與70年代的新左派馬克思主義者作區別。新左派在馬列主義的新共產主義運動（New Communist Movement）中，發展出一個反史達林主義的潮流。总的来说，舊左派和新左派的主要不同在于，旧左派更加強調政黨組織與階級意識的重要性高於社会文化议题，並倾向于在社會上組織以當時大眾為基礎的工業部門。
舊左派在經歷1920年代的第一次紅色恐慌以及麥卡錫時代的第二次紅色恐慌等政府層級的反共產行動後，逐漸衰退。美國共產黨因為上述事件，以及黨內路線問題，還有赫鲁雪夫在蘇共二十大批判史達林等事件而一蹶不振。隨後的中蘇交惡及中阿破裂進一步分化了舊左派勢力。到了1950年代末期，許多極左派與共產主義舊左派人士陸續去世、坐牢、成為自由主義者、或加入了新興反修正主義（Anti-Revisionism）組織。

## 社会议题
旧左翼和新左翼的重要区分之一即为对社会议题的关注度，由于旧左翼在群体上着重关注工人阶级，因而不太重视堕胎、毒品、女性主义、同性恋权利、性别角色、移民和死刑等新兴社会问题，自20世纪70年代中期以来，随着欧洲共产主义（以及早期在英语圈的新左派）等被旧左翼认为属修正主义运动的出现，西方一些极左派政党开始采用新左派的同性恋权利作为其纲领的一部分，而东欧的政党，如希腊共产党和俄罗斯联邦共产党拒绝了这一举动，并继续像老左派一样只关注工人阶级。

### 移民问题
旧左翼有时对移民持敌对态度，并提倡维护国家种族同质性的政策，作为澳大利亚工党成员的澳大利亚总理约翰·柯廷加强了白澳政策，并在辩护中说：“这个国家将永远是那些和平来到这里的人后裔的家园，以便在南海建立英国种族的前哨基地。”1960年代领导澳大利亚工党的另一位旧左翼亚瑟·卡尔韦尔强烈捍卫白澳政策并认为：“我为我的白皮肤感到自豪，就像中国人为自己的黄皮肤感到自豪，日本人为自己的棕色皮肤感到自豪，印度人为他们从黑色到咖啡色的各种肤色感到自豪。任何不是为自己的种族感到骄傲的人根本不是一个男人。任何试图将澳大利亚社区污蔑为种族主义者的人，因为他们想为白人种族保护这个国家，这对我们的国家造成了极大的伤害……我凭良心拒绝澳大利亚应该或永远可以成为一个多种族社会并生存下去的想法。”

### 性少数问题
一般而言，传统的共产党领导人和知识分子在LGBT权利问题上往往存在许多不同的立场。马克思和恩格斯关于这个主题的书面留存很少，尤其是马克思，很少对人类性行为相关问题发表评论。为政治事务撰稿的诺曼·马科维茨 (Norman Markowitz) 认为：“...坦率地说，人们从马克思那里发现他拒绝接受这个话题，从恩格斯那里发现了他对所涉及的相关个人带有公开敌意”，这是因为恩格斯确实以维多利亚时代的道德标准私下批评男性同性恋并将其与古希腊的鸡奸联系起来。
在苏联时期，1933年约瑟夫·斯大林在苏联刑法中增加了第121条，将男性同性恋定为犯罪，最高可判处五年徒刑和苦役。第121条被增加的确切原因在历史学家中存在争议。直到苏联解体，该法律在整个苏联刑法中一直保留，最终于1993年被废除，而俄罗斯联邦共产党在2013年支持俄国反同性恋法
。而西方地区似乎不太受制于苏联思想，部分同性恋权利活动家、劳工倡导者本身就是当地共产党的党员。